# Greenwood (Carolina del Sur)
Greenwood es una ciudad y sede de condado del Condado de Greenwood, Carolina del Sur, Estados Unidos de América. La población era de 22,071 según el censo del 2000.

## Geografía
Greenwood se encuentra ubicado en 34°11′19″N 82°9′38″O / 34.18861, -82.16056 (34.1885, -82.1605).
Según el United States Census Bureau, la ciudad tiene un área total de 13.7 millas cuadradas (35.5 km²), de las cuales, 13.7  millas cuadradas (35.5 km²) son tierra y el 0.07% es agua.

## Economía

### Industria
En Greenwood también hay varias casas grandes, industrias incluidas, pero no limitado a:

Park Seed

Capsugel (A division of Pfizer)

Carolina Pride 

Fujifilm (North American Headquarters)

Solutia Inc

Milliken Textiles

Grede Foundries

Greenwood Fabricating & Plating

Eaton Corporation

Kaiser Aluminum

Velux Greenwood (Skylight Manufacturing Plant) 

Velux-America (Skylight Company)

y muchos más.

## Puntos de interés
- Lander University
- Park Seed Company Gardens
- Piedmont Technical College
- FujiFilm (North American headquarters)
- Capsugel (A Division of Pfizer Inc.)

## Notables nativos y residentes
- Gaines Adams, actual jugador del NFL Tampa Bay Buccaneers
- Ben Coates, antiguo jugador de NFL New England Patriots
- Armanti Edwards, actual estratega del equipo de fútbol Universidad Estatal de los Apalaches
- Keith Harling, artista de música Country
- Gregg Marshall, entrenador principal del programa de baloncesto masculino de la Universidad Estatal de Wichita
- Pinky Babb, entrenador de la Greenwood High School durante 39 años y está entre los 20 mejores a nivel nacional en victorias de la high school football
- William "Hootie" Johnson, antiguo Presidente del campo de golf Augusta National.
- John McKissick, líder nacional del National high school football en entrenador con victorias (Summerville, S.C., High School).
- William Jennings Bryan Dorn, antiguo congresista a nivel estatal y a nivel nacional U.S.
- Ernest Dye, antiguo jugador del NFL Phoenix Cardinals
- Chino Smith, antiguo jugador de la Negro League, denominado entre los atletas del S.C.'s top 100 athletes por el Sports Illustrated.
- Angel Mendoza IV, empresario.
- Grainger Hines, actor nativo de Greenwood, estuvo casado con Michelle Phillips del grupo musical Mamas and The Papas.
- Paige Rowland, actriz conocida por su papel en All My Children como Kit Montgomery.
- George Singleton, autor